# David Dubberch
David Dubberch, död 1603, var en balttysk präst.
David Dubberch föddes i Pommern och bosatte sig omkring 1580 i Svenska Estland, vid ungefär samma tid blev han domprost i Reval. Han var en av pionjärerna i att införa svensk kyrkoordning. Han biträdde biskop Christian Agricola som visitator 1584 och erhöll själv 1586 fullmakt som visitator varpå han höll sin första visitation 1586 i Leal. Ny höll sedan närmast årligen under Dubberch fortsatta verksamhet. Dubberch höll 1588 på guvernören Gustav Banérs uppmaning prästmöte i Reval 1588. I flera församlingar tog han initiativet till de första kyrkböckerna. 1593 utfärdades en Ordenung för att reglera de estniska kyrkornas verksamhet.